# 氟化钙

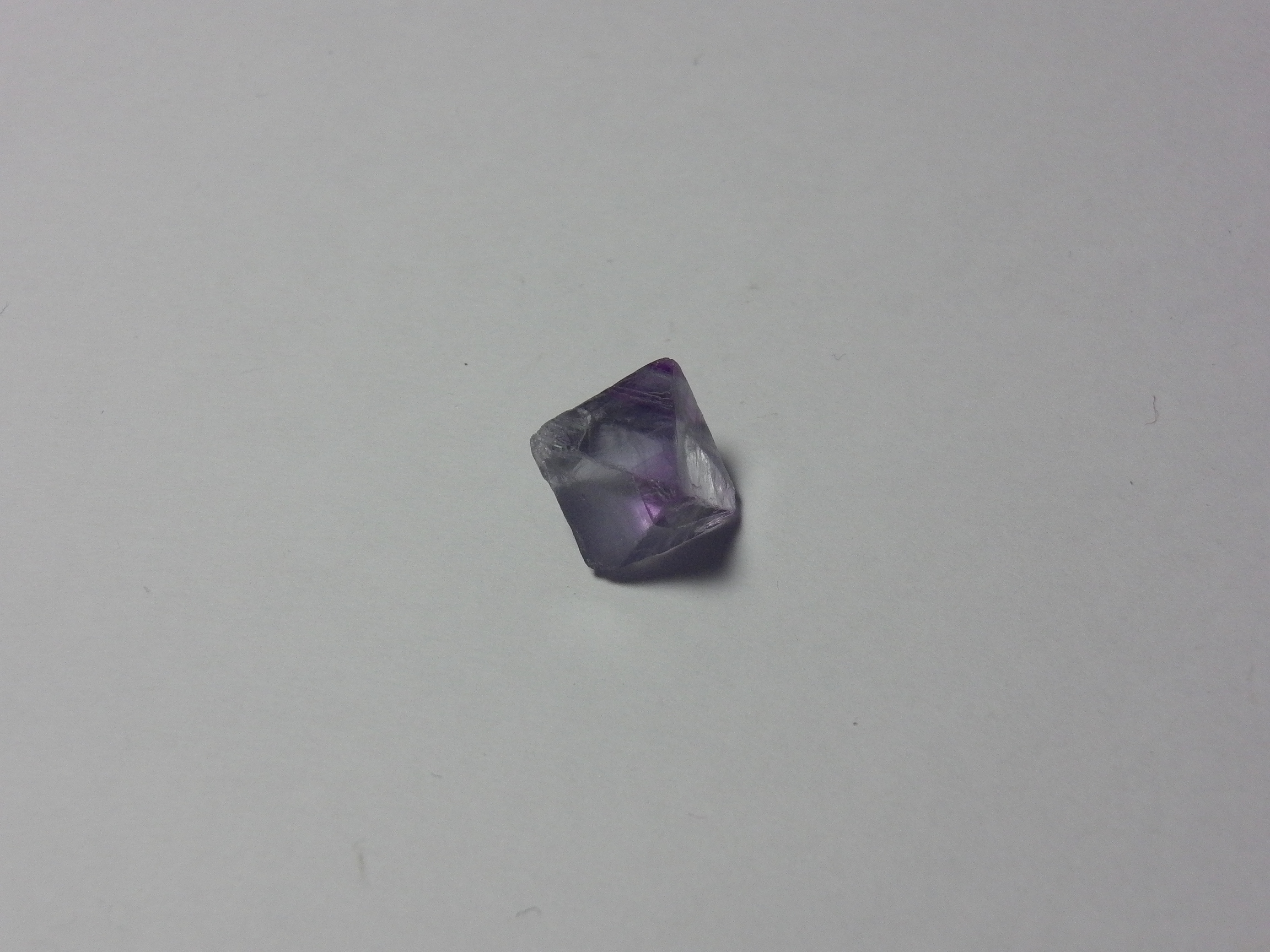
一種天然的氟化鈣晶體螢石呈現正八面體，這是由其晶體斷面所形成的結構，並非直接說明氟與鈣原子的堆積情形。

氟化钙（化学式：CaF2）是钙的氟化物，为白色晶体，难溶于水，单晶是透明的。它是萤石矿物的主要成分，也是氟元素的主要来源，可用于制取氟化氢、氟气、氟化物等重要化学试剂，年产量达50万吨（1990年代后期）。
氟化钙型结构是晶体结构中的一种重要结构。立方体晶胞中，Ca2+与八个F−以立方体型配位，F−与四个Ca2+以四面体型配位。 由于晶格中F心存在，矿物中的氟化钙常带很深的颜色。
工业上和实验室中都以氟化钙为原料制取氟化氢。氟化钙与浓硫酸在铅皿中反应，便会有氟化氢气体放出：
CaF2(s)  +  H2SO4(l)  →  CaSO4(s)  +  2 HF(g)
氟化氢是化工中极为重要的中间体，可以配制氢氟酸，也是制取有机氟化合物、氟化物等多种化学试剂的原料。